# (21943) Diannacowern
(21943) Diannacowern ist ein Asteroid, der am 9. November 1999 durch das Catalina Sky Survey in den Santa Catalina Mountains entdeckt wurde.
(21943) Diannacowern wurde am 17. März 2025 nach Dianna Cowern (* 1989) benannt, der Gründerin des Wissenschafts-Youtube-Kanal Physics Girl.